# 久世食品
有限会社久世食品（くぜしょくひん、英文名称 kuzesyokuhin,Ltd.）は、 山菜食料品加工業を行う岐阜県の食品メーカーである。たけのこ、わらび、ふき、ぜんまい、メンマ、れんこん、大豆、とうもろこし、サツマイモ、ぎんなん、等の水煮加工品を製造している。量販店（一般用）と業務用の両方を製造販売。また、Yahoo!ショッピングにも出店している。なお、食材卸売業の久世との直接の関係はない。

## 概要
- 所在地 - 〒502-0913 岐阜県岐阜市東島四丁目10番13号
- 代表取締役社長 - 西川秀邦
- 創業 - 1972年（昭和47年）7月1日
- 設立 - 1981年（昭和56年）2月5日
- 資本金 - 600万円